# El-Mutrab
El-Mutrab, das auch unter den Namen Maʿan el-Mutrab, Al-Mutrāb sowie Umm at-Trāb bekannt wurde, ist ein archäologischer Fundplatz und nach traditioneller Ansicht ein spätrömisches Kleinkastell, dessen Besatzung für Sicherungs- und Überwachungsaufgaben am vorderen Limes Arabiae et Palaestinae in der spätantiken Provinz Arabia zuständig war. Das Baudenkmal befindet sich in der jordanischen Wüste, knapp fünf Kilometer östlich der einst durch die Hedschasbahn erschlossenen Stadt Maʿan im Gouvernement Maʿan. Nach neueren Forschungen könnte die Anlage auch eine antike oder islamische Karawanserei, Teil eines riesigen spätantiken und später frühislamischen Landwirtschaftsbetriebes oder ein umayyadisches Wüstenschloss gewesen sein. Das Fundareal, bis September 2017 noch weitgehend intakt, war im März 2018 durch die fortschreitende landwirtschaftliche Nutzung bis auf ein Drittel vernichtet worden. Mit Planierraupen wurde das niemals archäologisch ergrabene Baudenkmal mit all seinen Funden und Befunden abgeschoben. Die fortschreitende Zerstörung wurde von den Mitarbeitern der Aerial Photographic Archive for Archaeology in the Middle East (APAAME) dokumentiert. Dieses luftbildarchäologische Projekt wird durch die Archäologen David Leslie Kennedy und Bob Bewley von der University of Western Australia im australischen Perth betreut.

## Lage
Die Römer kontrollierten an den Außenposten des Reiches Stammesbewegungen insbesondere entlang der wichtigen Migrationsrouten, da den örtlichen Grenzschutzkommandeuren das zyklische Muster des Nomadenlebens bewusst war. Die Nomadenstämme tendierten dazu, den von der Natur vorgegebenen Wegen und Trassen wie insbesondere den Wadis zu folgen, weshalb gerade dort Militärposten entstanden, wobei die fest stationierten Einheiten auch mittels berittener Patrouillendienste Überwachungsarbeit leisteten.
Gemeinsam mit der nur etwas über drei Kilometer westlich im rückwärtigen Raum gelegenen Befestigung El-Hammam (Ammatha?), befand sich El-Mutrab in isolierter Lage auf einem leicht erhöhten Punkt an einem durch zwei sich verbindende Wadis – dem Wadi Maʿān und dem Wadi al-Mahatta – gebildeten triangulären plateauartigen Geländesporn. Diese beiden von Westen nach Osten verlaufenden Wadis, die sich im Bereich ihres Zusammenschlusses sehr nahe kommen, haben zuvor die Stadt Ma'an im Norden und Süden in zwei weiten Bögen umflossen. Nach ihrem Zusammenschluss bei El-Hammam nehmen die beiden Trockentäler anschließend wieder ihren eigenen Verlauf auf. Während das am nördlich fließenden Wadi Maʿān gelegene El-Mutrab auf rund 1.055 Metern Seehöhe im Bereich des Südufers errichtet wurde, befindet sich El-Hammam auf rund 1.097 Metern Seehöhe am Westrand der die beiden Wadis verbindenden Spitze. Das Wadi Maʿān entwickelt sich weiter östlich von El-Mutrab zu einem Netz aus sich stetig weiter verästelnden Trockentälern, die das Land fächerförmig in nördlicher und südlicher Richtung durchziehen. Von El-Mutrab aus hatte die Besatzung gute Sichtverhältnisse in alle Himmelsrichtungen. Als dritte Anlage, die einen ähnlichen Aufbau wie El-Mutrab und El-Hammam in dieser Region aufweist, ist Khirbet es-Samra bekannt geworden, dessen Baurest nur knapp 1,20 Kilometer südwestlich von El-Mutrab am Nordufer des südlich fließenden Wadi al-Mahatta entdeckt wurden. Alle drei Anlagen, zwischen denen sich eine in der Antike entwickelte, von künstlichen wasserführenden Kanälen und Aquädukten durchzogene landwirtschaftliche Zone befindet, stehen in Sichtkontakt zueinander. Die Fundstätten liegen im westlichen Teil des El-Jafr-Beckens und dort am Rande der südjordanischen Wüstengebiete in einer ariden Landschaft. Die klimatischen mittleren Winter-Maxima und Minima betrugen zu Beginn der 1990er Jahre für Ma'an 13,8 und 2,7 Grad Celsius. Für die Sommermonate ergab sich eine Spanne von 31,9 bis 18,8 Grad Celsius.

## Forschungsgeschichte
Im 19. Jahrhundert wurde gelegentlich von einigen Forschungsreisende über archäologische Überreste in der Gegend um Ma'an berichtet. So 1897 auch durch den Briten John Edward Gray Hill (1839–1914). Unter wissenschaftlichen Gesichtspunkten wurde die Anlage jedoch erstmals 1897 auf einer der Forschungsreisen des österreichischen Althistorikers Alfred von Domaszewski (1856–1927) und des deutsch-amerikanischen Philologen Rudolf Ernst Brünnow (1858–1917) bekannt. Die beiden Wissenschaftler untersuchten damals den römischen Limes und viele weitere antiken Stätten der einstigen Provinz Arabia und vermaßen die sichtbaren Teile von El-Mutrab. In dem Bau sahen sie die Reste eines antiken Kastells und erkannten auch den Aquädukt, der die beiden Befestigungen El-Mutrab und El-Hammam verband. Ein weiterer früher Besucher war der österreich-ungarische Orientalist Alois Musil (1868–1944), der die Region im Jahr 1910 besuchte. Er wies insbesondere nochmals auf die Reste des Aquädukts und auf diverse damit wohl zusammenhängende, verfallene aber noch sichtbare Bewässerungsstrukturen im Raum um El-Hammam und El-Mutrab hin.
Der österreichisch-britische Archäologe Aurel Stein (1862–1943) untersuchte das Gebiet 1939 und erstellte einen Plan von El-Hammam. Zudem wies er auf Bemerkungen von Royal-Air-Force-Piloten hin, die im Bereich östlich von Ma'an alte landwirtschaftlich genutzte Flächen erkannt hatten. Stein kam nach einer Untersuchung des Geländes zu dem Schluss, dass es zwischen El-Mutrab und El-Hammam ein großes Bewässerungssystem gegeben hatte, das aus einem mächtigen Reservoir bei El-Hammam gespeist wurde. Stein glaubte jedoch nicht, dass dieses System römischen Ursprungs sei, und verwies auf Textquellen, die den Bau eines Aquädukts durch den osmanischen Herrscher Süleyman I. (1520–1566) in Ma'an belegen würden.
Erneute wissenschaftliche Forschungen fanden erst 1976 während einer vom jordanischen Antikendienst unterstützten wissenschaftlichen Expedition zum „Limes Arabicus“ statt. Die Leitung der von der American Schools of Oriental Research finanziell geförderten Untersuchungen lag in den Händen des amerikanischen Provinzialrömischen Archäologen Samuel Thomas Parker (1950–2021). Parker untersuchte die Baureste der Anlage unter dem Aspekt eines römischen Kastells, ohne Ausgrabungen vorzunehmen, und unternahm eine Feldbegehung, um über Oberflächenfunde nähere Aufschlüsse zum Alter und zur Belegungsgeschichte der Fortifikation in Erfahrung bringen zu können. Für das Fehlen von Wehrtürmen bei El-Mutrab und El-Hammam verwies er auf die ähnlich gestalteten Bauten von Umm al-Dschimal und Qasr el-Baiq, die durch Inschriften auf ein frühbyzantinisches Datum datiert werden könnten.
Die britische Klassische Archäologin Shelagh Gregory lehnte 1997 Parkers Identifizierung von El-Mutrab und El-Hammam als byzantinische Kastelle mit der Begründung ab, dass die von Parker zitierten Parallelen fachlich nicht sicher seien. Obwohl Parkers Keramikdatierungen ein byzantinisches Datum ganz deutlich bestätigten, verwies Gregory darauf, dass die von Parker herangezogenen kontextbezogenen Beweise für die Inschriften aus anderen Stätten nicht schlüssig waren.
Wie Parker, hatte bereits 1973 der deutsche Biblische Archäologe Volkmar Fritz (1938–2007) nach der von ihm geleiteten Ausgrabung des rückwärtigen Kastells auf dem Tell es-Seba am Limes Palaestina, das ebenfalls keine Wehrtürme besaß, auf Vergleiche mit anderen spätantiken Wehrbauten hingewiesen. Er legte jedoch stichhaltigere Beweise aus entfernteren Provinzen vor und verwies dabei auf Objekte am Limes Tripolitanus und am Obergermanisch-Raetischen Limes, im Speziellen dort auf den raetischen Burgus Burgsalach.
Der polnische Klassische Archäologe Zbigniew T. Fiema, der seit Jahrzehnten in Jordanien forscht und von 1992 bis 1997 leitender Archäologe der American Schools of Oriental Research in Amman war, unterstrich im September 2000 beim 18. Internationalen Limeskongress in Amman die Bedeutung der Fundplätze von El-Mutrab und El-Hammam als militärische Befestigungen der byzantinischen Zeit.
Bereits 2002 waren durch Planierraupen mehrere Bereiche der Ruine, insbesondere aber das nordwestliche Viertel, schwer beschädigt worden. Trotzdem war der Fundplatz bis September 2017 noch weitgehend intakt, bevor er im März 2018 durch die fortschreitende landwirtschaftliche Nutzung bis auf ein Drittel vollständig vernichtet wurde. Weitergehende archäologische Forschungen oder Ausgrabungen haben nie stattgefunden. Luftbildaufnahmen zeigen zudem durch Raubgrabungen entstandene Schadensbilder. Durch die Zerstörung sind alle dazugehörigen Funde und Befunde für die Wissenschaft verloren. Auf dem Schutt einer Erdrampe, die jetzt einen Teilbereich der ehemaligen Fortifikation bedeckt, wurden zwei Tanks angelegt. El-Hammam mit seiner großen, umliegenden Siedlung wurde bereits zuvor ohne archäologische Grabungen vollständig abgetragen.
Mit dem britischen Archäologen George Macrae Findlater, der unter anderem in führenden Positionen für das British Institute in Amman arbeitete, kam es während der von ihm geleiteten „Dana Archaeological Survey“ (DAS) zwischen 1994 und 1996 unter anderem zu einer erneuten Erkundung des Gebietes östlich von Maʿan. Für ihn war es überraschend, wie wenig Aufmerksamkeit die archäologischen Überreste der Region bisher erfahren hatten. Bei seinen Forschungen kamen ihm Zweifel am militärischen Zweck und der Art der Nutzung von El-Hammam, El-Mutrab und Khirbet es-Samra. Aufgrund ihrer sehr ähnlichen Bauart ohne jegliche Wehrtürme sah er in den drei Anlagen Entsprechungen zu einem Karawanserei-Typus, der teilweise römisch-militärische Strukturen übernahm und mit einem großen zentralen Innenhof ausgestattet war. Dieser Typus, so Findlater 2003, ließe sich in der Architektur des Nahen Ostens sowohl in der antiken als auch und islamischen Epoche finden. Findlater äußerte weiter, dass El-Hammam, El-Mutrab und Khirbet es-Samra nicht als militärische Bauwerke anzusehen seien, sondern mit ihren Aquädukten und dem aufwendigen Bewässerungssystem zu einem riesigen landwirtschaftlichen Betrieb gehört haben könnten. Nicht in El-Hammam sei die in der Notitia Dignitatum für den Ort Admatha bestätigte Abteilung der Ala Antana dromedariorum zu suchen, sondern wohl in der modernen Stadt Maʿan, die zu seinem Bedauern noch nie richtig archäologisch aufgearbeitet wurde. Mit seinem DAS-Projekt entdeckte er jedoch in den Mauern der islamischen Festung Hajj, die heute das Besucherzentrum von Maʿan bildet, deutlich unterschiedliche bearbeitete Mauerblöcke, die von einem früheren Gebäude stammen könnten. Doch insgesamt gibt diese Feststellung nicht genügend Anhaltspunkte her, um eine römische Garnison in Ma'an zu postulieren. Merkwürdigerweise identifizierte Findlater die von allen anderen Forschern als el-Mutrab bezeichnete Befestigung als Khirbet es-Samra und umgekehrt.
Dementgegen kam der Schweizer Archäologe Denis Genequand bei seinen zehntägigen Feldforschungen im Juli 2002 mit einer völlig neuen Fragestellung nach El-Mutrab. Er war bei seiner Arbeit auf der Suche nach den frühislamischen Siedlungen im Raum Ma'an und kam zu dem Schluss, dass die noch am Ende des 20. Jahrhunderts erhaltenen Ruinen von El-Hammam sowie El-Mutrab umayyadischen Ursprungs gewesen sein könnten. Hier wäre an Wüstenschlösser zu denken.
Der schottische Luftbildarchäologe und Historiker David L. Kennedy von der University of Western Australia kam 2004 ebenfalls zu dem Schluss, in den Ruinen von El-Hammam, El-Mutrab sowie dem südlicher gelegenen Khirbet es-Samra entweder Karawansereien oder frühislamische Residenzen  zu sehen. Obwohl sich an allen drei Fundorten auch römische Keramikscherben finden lassen, seien deren Mengen im Vergleich zu den dazu identifizierten islamischen Tonwaren bescheiden. Kennedy glaubte jedoch, dass sich an diesem Ort mit großer Wahrscheinlichkeit auch echte römische Militäranlagen befunden haben beziehungsweise dass sich daneben zwischen diesen drei Anlagen ein kaiserliches Gut befunden haben könnte. Diese älteren Anlagen könnten später frühislamisch überprägt worden sein.

## Baugeschichte
Bereits Brünnow und Domaszewski stellten deutliche Ähnlichkeiten in den Bauplänen der Anlagen von El-Mutrab und El-Hammam fest, was nach Parker einen deutlichen Hinweis auf eine mögliche Gleichzeitigkeit der Erbauung beider Anlagen nahelegen könnte. Es wäre daher möglich, in den beiden Fortifikationen eine östliche Erweiterung der römischen Grenzzone in diesem Sektor zu sehen, die in das 4. beziehungsweise 5. Jahrhundert zu datieren wäre. Zu jener Zeit müsste auch der Siedlungsschwerpunkt gelegen haben und mit den beiden Wehrbauten der Aquädukt errichtet worden sein. Der Archäologe legte jedoch Wert darauf, dass seine Thesen erst einer Überprüfung durch Ausgrabungen bedürfen.

### Datierung
Parker nutzte bei seinen Forschungsexpeditionen zum spätantiken Limes Arabicus ein stratigraphisches Schema auf, das der vereinfachten Zuordnung für die gesicherten römischen und byzantinischen Funde und Befunde dient. Dieses Schema überarbeitete er mehrfach, sodass sich die römisch-byzantinischen Perioden im Jahr 2006, beim Abschluss des Limes-Arabicus-Projekts, folgendermaßen darstellten:
| Zeitstellung            | Ungefähre Datierung        |
| ----------------------- | -------------------------- |
| frührömisch-nabatäisch  | ca. 63 v. Chr.–135 n. Chr. |
| spätrömisch I           | ca. 135–193                |
| spätrömisch II          | ca. 193–235                |
| spätrömisch III         | ca. 235–284                |
| spätrömisch IV          | ca. 284–324                |
| frühbyzantinisch I      | ca. 324–363                |
| frühbyzantinisch II     | ca. 363–400                |
| frühbyzantinisch III    | ca. 400–450                |
| frühbyzantinisch IV     | ca. 450–502                |
| spätbyzantinisch I–II   | ca. 502–551                |
| spätbyzantinisch III–IV | ca. 551–636                |
| frühislamisch           | ca. 636–1174               |
| spätislamisch           | ca. 1174–1918              |

Der Plan der Anlage in einer Kombination unterschiedlicher Medien bis 2018

Wie die Feldbegehung durch Parker ergab, deutet das Keramikspektrum von diesem Fundplatz darauf, dass Menschen dort in weit auseinanderliegenden Abständen immer wieder Station machten. So fand sich kupfersteinzeitliche, chalkolithische Ware neben Erzeugnissen der frührömischen, ayyubidischen und mamelukischen Zeit. Wie bei Parkers Untersuchungen in El-Hammam mangelte es auch in El-Mutrab an spätrömischer Keramik, doch waren 70 Prozent der auswertbaren Keramikscherben frühbyzantinischen Ursprungs. Im Unterschied zu El-Hammam konnte Parker in El-Mutrab keine Hinweise auf eine Wiederbesetzung des Platzes durch die Umayyaden feststellen.
Genequand untersuchte 2002 den Fundplatz in Hinblick auf dessen eventuelle islamische Vergangenheit. So fand er bei einer erneuten Feldbegehung am Fundplatz im Gegensatz zu Parker auch frühislamische Scherben, darunter einige bemalte Stücke, die er eindeutig der Umayyaden-Zeit zuordnen konnte. Zusammen mit diesen Scherben kam er bei einem Vergleich mit umayyadischen Wüstenschlössern zu der Schlussfolgerung, dass die Baureste seiner Meinung nach „wahrscheinlich“ umayyadischen Ursprungs sind. Die römisch-byzantinischen Funde erklärt er sich damit, dass der umayyadische Bau offenbar auf einem Platz stand, der zuvor bereits während der byzantinischen Zeit genutzt wurde. Zwar ließen sich von einem byzantinischen Vorgängerbau oder einer entsprechenden Siedlung am Ort keinerlei Spuren feststellen, doch erklärte sich Genequand diesen Umstand damit, dass die Baumaterialien früherer Gebäude während der Umayyadenzeit wiederverwendet worden sind.
Für Findlater entwickelte sich das Fundgebiet komplexer. Neben El-Hammam mit seinem riesigen Wasserreservoir am westlichen und El-Mutrab sowie Khirbet es-Samra am östlichen Ende, dem Aquädukt und verschiedenen weiteren Kanälen ließe sich ein zentral geplantes, umfassendes Bewässerungsnetz rekonstruieren. Diese landwirtschaftliche Produktionsstätte sei während der spätbyzantinischen Ära eingerichtet und bis in die frühislamische Zeit weiterverwendet worden. Findlater lehnte einen militärischen Bezug der drei Anlagen ab und forderte, diesen Landwirtschaftsbetrieb aus allen Theorien über einen militärischen Standort der byzantinischen Streitkräfte herauszuhalten. Wenn sich in diesem Gebiet während der Antike ein militärischer Standort befand, dann sei er mit größerer Wahrscheinlichkeit im Raum von Maʿan zu suchen.

### Umwehrung und Innenbebauung

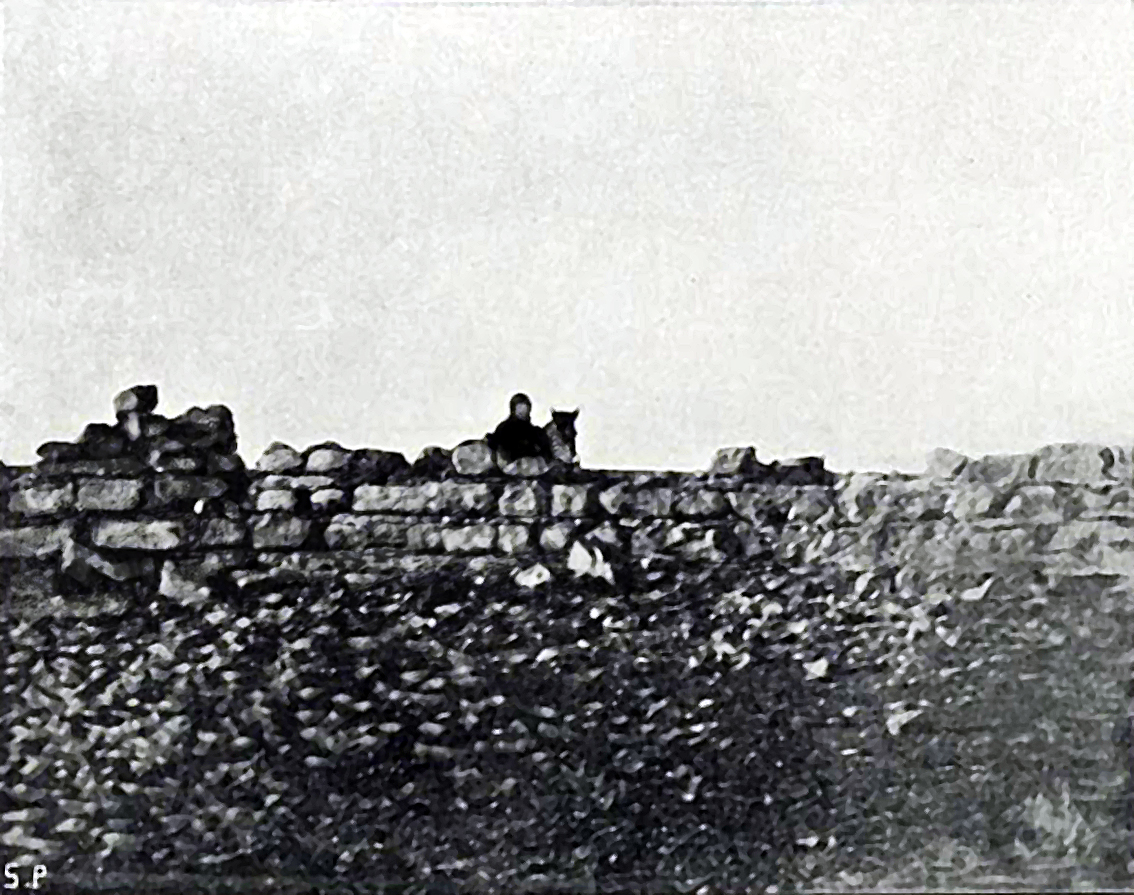
An der Umfassungsmauer werden die Lagen aus großen, rechteckigen Steinblöcken mit Durchschüssen aus schmalen Bruchsteinen unterbrochen (Untersuchung 1897)

Die ostwestlich orientierte, fast quadratische Befestigung umfasste rund 46,50 × 47 Meter (= 0,0022 Hektar) und wurde aus grob zugerichteten Kalksteinblöcken (nach Genequand: Sandsteinblöcke) unter Mitverwendung von Hornstein- und Lavabrocken errichtet. Von diesen Mauern haben sich noch mehrere Schichten in der Höhe erhalten. Die während der Untersuchungen durch Brünnow und von Domaszewski im Jahre 1897 photographierte Außenseite, der damals teils noch mannshohen Umfassungsmauer zeigt abwechselnd die regelhaft gesetzten Lagen aus großen, rechteckigen Steinblöcken mit Durchschüssen aus schmalen Bruchsteinen. Findlater beschrieb noch zwei Bruchstücke eines großen Mühl- beziehungsweise Mahlsteins, die sich in der südwestlichen Ecke der Befestigung befanden. Er gab ihn mit einer Breite von rund 1,20 Metern an und bemerkte im Zentrum des Steins ein zentrales Loch. Möglicherweise ist dieser Befund als jene kreisförmige Herdstelle anzusehen, die bereits durch von Domaszewski und Brünnow mit einem Durchmesser von zwei Metern in ihrem Grundrißplan zu El-Mutrab vermerkt wurde.
Wie die Fortifikation von El-Hammam besaß auch El-Mutrab keine der für spätantike Kastelle so charakteristischen, weit aus dem Verband der Umfassungsmauer hervorspringenden Wehrtürme. Die Stärke der Wehrmauer selbst fällt relativ schwach aus und beträgt im Durchschnitt lediglich 0,75 Meter. Der einzige Zugang in das Innere der Fortifikation war zwei Meter breit und in die östliche Wehrmauer integriert. Wiederum typisch für spätantike Wehrbauten ist die Gestaltung als Zentralhofkastell. Das regelmäßig gestaltete Innere der Anlage bestand somit aus einem großen zentralen vierseitigen Innenhof, der rundum mit rechteckigen Raumfluchten bebaut war. Diese Räume orientieren sich parallel zur Wehrmauer und stießen mit ihren Zwischenwänden im rechten Winkel auf die Umfassungsmauer. Einen um den Innenhof laufenden Portikus hat es nicht gegeben.

### Wasserversorgung

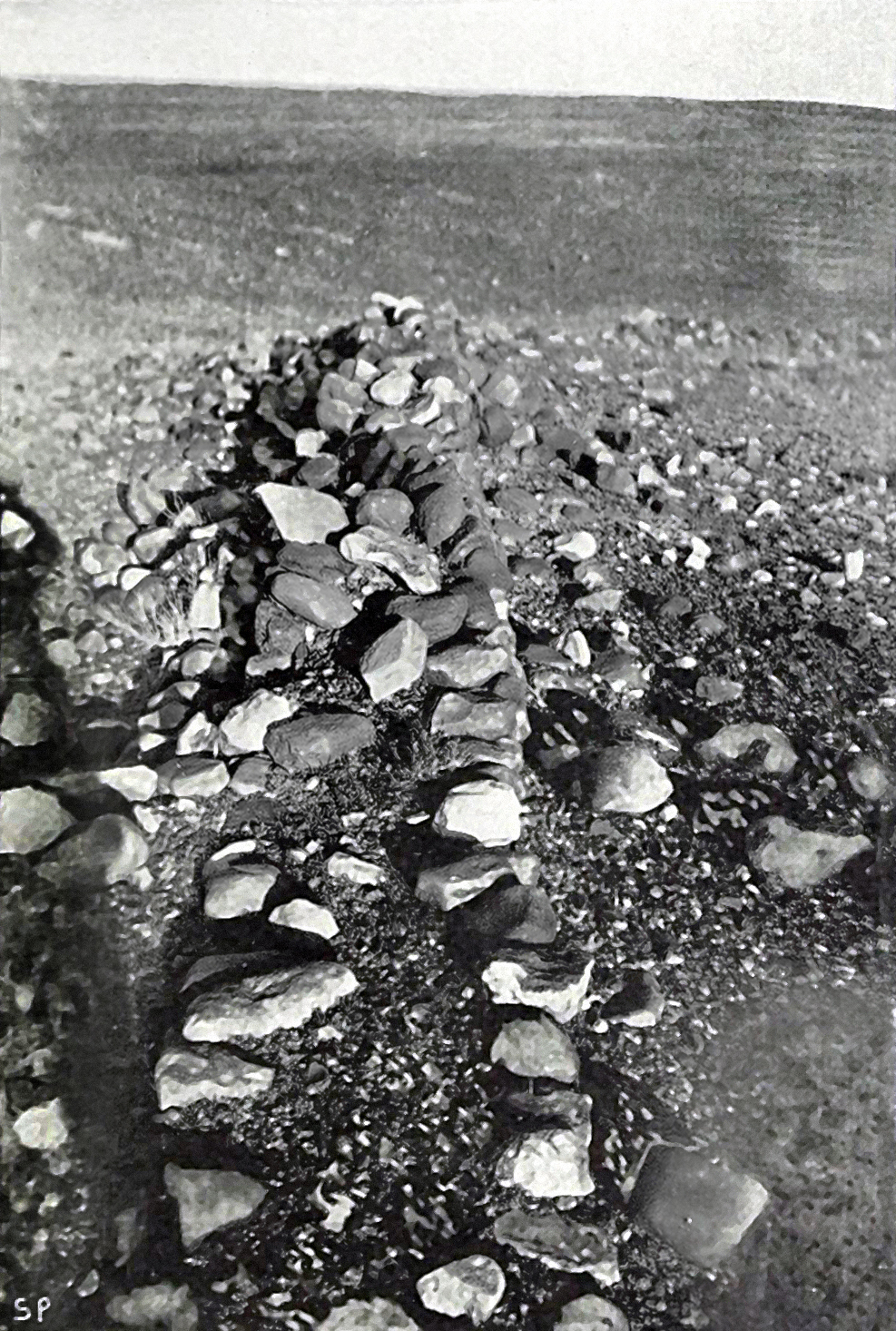
Die als Steinwall erhaltenen Reste des Aquädukts zwischen El-Mutrab und El-Hammam während der Untersuchungen durch Brünnow und von Domaszewski im Jahre 1897

Die Wasserversorgung wurde über einen teilweise noch gut erhaltenen Aquädukt gesichert, der bereits durch Brünnow und von Domaszewski 1897 photographisch festgehalten und soweit bekannt beschrieben wurde. Die von Westen kommende, unmittelbar nördlich der Fortifikation vorbeiziehende und nach Nordosten abknickende Wasserleitung konnte bei den Untersuchungen von 1976 jedoch nicht in ihrer vollen Ausdehnung festgestellt werden. Laut Musil erstreckte sich der Aquädukt einst westwärts bis zu einer Quelle in Basta, an der Via Traiana Nova, in einer Entfernung von 21 Kilometern. Der Orientalist stellte sich vor, dass mit dem Aquädukt eine ausgedehnte Anbaufläche hätte bewässert werden können. Die offene Steppe an den beiden nahen Befestigungen könnte sich laut Parker in der Tat als landwirtschaftliche Nutzfläche eignen, doch bleibe eine solche Vorstellung seiner Meinung nach Spekulation. Fiema hingegen ging im Jahr 2002 bereits fest davon aus, dass El-Hammam und El-Mutrab als frühbyzantinische Kastelle landwirtschaftliche Siedlungen der Region Udhruh-Ma'an schützten. Er führte des Weiteren aus, dass das Fundmaterial von verschiedenen Kastellstandorten ihre Aufgabe während der späteren byzantinischen Periode belegen würde und damit auch El-Mutrab und El-Hammam am Ende des 5. oder am Anfang des 6. Jahrhunderts aufgegeben worden seien.